# Mes mains ont la parole
Mes mains ont la parole est une émission de télévision française destinée au jeune public sourd et malentendant présentée par Marie-Thérèse L'Huillier en 1979 et son successeur Philippe Galant en 1986, diffusée de janvier 1979 à juin 1988 sur Antenne 2 dans le cadre de l'émission de jeunesse Récré A2.

## Synopsis
Souriante, la jeune conteuse raconte en langue des signes, accompagnée d'une voix off féminine, Céline Monsarrat, des histoires de contes et de légendes pour les enfants : « Regardez, regardez mes mains. Elles vont vous raconter une histoire. L'histoire… »

## L'émission

### Développement
C'est Danielle Bouvet, docteur en Sciences de la communication, qui a lancé cette idée, ce qui a permis à la France de découvrir, en 1979, une personne sourde s'exprimant plein cadre en langue des signes à la télévision, sur Antenne 2. Marie-Thérèse L'Huillier y reste autour des enfants jusqu'en 1986, et est remplacée par un comédien Philippe Galant, également sourd.
Le module Mes Mains ont la parole disparait en même temps que l'émission Récré A2 en juin 1988.

### Musique
La musique du générique est une partie du concerto pour piano nº 21 de Mozart.